# Pericoma limicola
Pericoma limicola är en tvåvingeart som beskrevs av Vaillant 1961. Pericoma limicola ingår i släktet Pericoma och familjen fjärilsmyggor. Inga underarter finns listade i Catalogue of Life.